# Maxim Spesivtsev
Maxim Serguéyevich Spesivtsev –en ruso, Максим Сергеевич Спесивцев– (8 de abril de 1994) es un deportista ruso que compite en piragüismo en la modalidad de aguas tranquilas.
Ganó una medalla de bronce en el Campeonato Mundial de Piragüismo de 2019 y dos medallas de bronce en el Campeonato Europeo de Piragüismo de 2021.

## Palmarés internacional
| Campeonato Mundial | Campeonato Mundial | Campeonato Mundial | Campeonato Mundial |
| Año                | Lugar              | Medalla            | Competición        |
| ------------------ | ------------------ | ------------------ | ------------------ |
| 2019               | Szeged (Hungría)   | Medalla de bronce  | K1 500 m           |
| Campeonato Europeo |                    |                    |                    |
| Año                | Lugar              | Medalla            | Competición        |
| 2021               | Poznań (Polonia)   | Medalla de bronce  | K4 500 m           |
| 2021               | Poznań (Polonia)   | Medalla de bronce  | K4 1000 m          |